# The Vegas
The Vegas — музыкальный коллектив из г. Москвы, был образован в 2006 году двумя участниками — Сергеем Денисенко (вокал, ритм-гитара) и Андреем Овчаренко (соло-гитара, бэк-вокал). Существовал вплоть до начала 2013 года.
В конце 2006 года к двум участникам присоединяется барабанщица Алина Ануфриенко. Несколько месяцев коллектив играет втроем, прослушивая и подбирая четвертого участника группы, играющего на бас-гитаре.
В 2007 году состав группы укомплектован, присоединившимся басистом Станиславом Дорошиным. В данном составе группа просуществует до второй половины 2012 года.
В 2012 году один из основателей группы, Андрей, покидает коллектив, после чего группа остается на грани распада, но собирается с духом и продолжает заниматься творчеством, приобретая новый стиль звучания.
В начале 2013 года оставшиеся участники коллектива создают новый музыкальный коллектив YesYes. The Vegas прекращает своё существование.

## Раннее творчество
В начале своего творческого пути музыканты нацеливаются на направление Surf music. Это инструментальная музыка, популярная в 60-х, 70-х годах в Калифорнии среди серферов. Яркие представители данного направления The Ventures, The Shadows, Dick Dale, Surfaris и др.
В период с 2007 до конца 2008 года The Vegas играют surf music, переигрывая известные композиции, такие как Surf Rider, Miserlou, Appache, Tequila, а также сочиняя авторские композиции в данном стиле.
В феврале 2007 года The Vegas принимает участие в крупном фестивале «Surfnation», нацеленном на объединение surf music и самого спорта  surfing. На мероприятии присутствуют: Дроздов Н.Н.(ведущий телепередачи «В мире животных»), Сева Новгородцев (первый рок DJ на территории СССР), Евгений Хавтан (лидер группы «Браво») и др.
После выступления на фестивале «Surfnation» специальный гость Е. Хавтан приглашает группу провести совместный концерт, приуроченный к Международному женскому дню. 7 марта The Vegas и группа «Браво» выступают на одной сцене.
Летом этого же года группа едет на гастроли в Зеленогорск (Ленинградская область) и Переславль-Залесский (Ярославская область) на соревнования по Windsurfing в рамках фестиваля Surfnation, где дает несколько концертов для спортсменов и болельщиков.
2008—2009 года — группа дает концерты на столичных площадках.

## Новые грани
В конце 2008 года судьба складывается так, что одного из участников группы избивают хулиганы, и пока он лежит в больнице слышит по радио передачу, где уже вышеупомянутый Евгений Хавтан ставит в эфир песни групп Razorlight, Coral, Ocean Colour Scene.

Это стало отправной точкой, чтобы пересмотреть взгляды на своё творчество. Участники коллектива открывают для себя таких монстров брит-попа как Oasis и Blur. Группы Muse, Franz Ferdinand, The Kooks, Arctic Monkeys, Razorlight и многие другие становятся первыми в списках проигрывания.

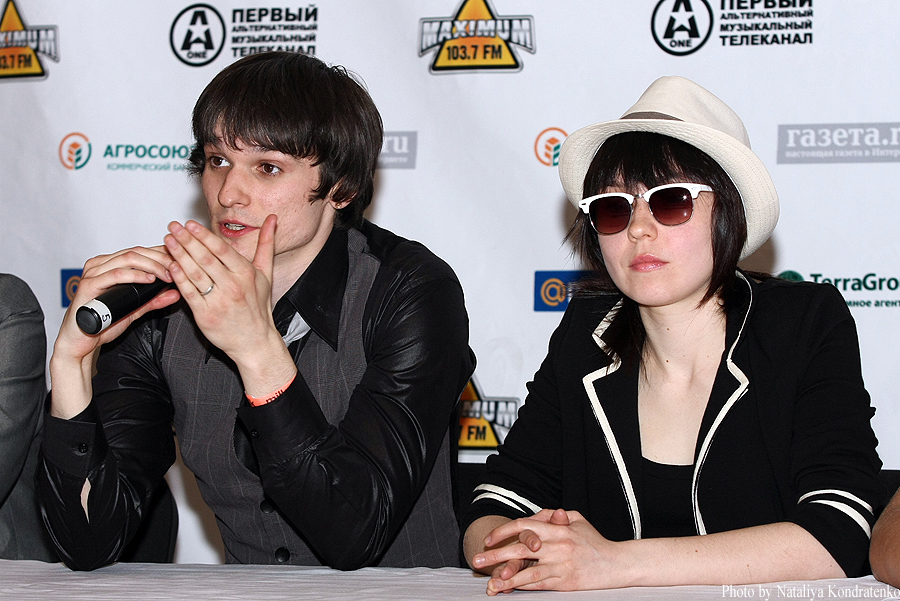
Press conference

The Vegas пытается попробовать себя в новом направлении. Indie и britpop культура все больше начинает захватывать музыкантов.
В марте-апреле 2009 года выпускается первый EP группы, где заглавной песней является «Met up». В этот же период времени на данную композицию выходит видеоклип.
Презентация EP происходит в столичном клубе «Б2» и повторный концерт в течение месяца в клубе «Икра». Оба концерта собирают полные площадки.
В сентябре 2009 года The Vegas приглашают в качестве хэдлайнеров фестиваля British Art Party, посвященного британской культуре в России. Это мероприятие проходит в клубе «Икра» .
В ноябре 2009 года группа вновь является хэдлайнером фестиваля British Art Party Vol.2, который проходит в клубе «Б2».

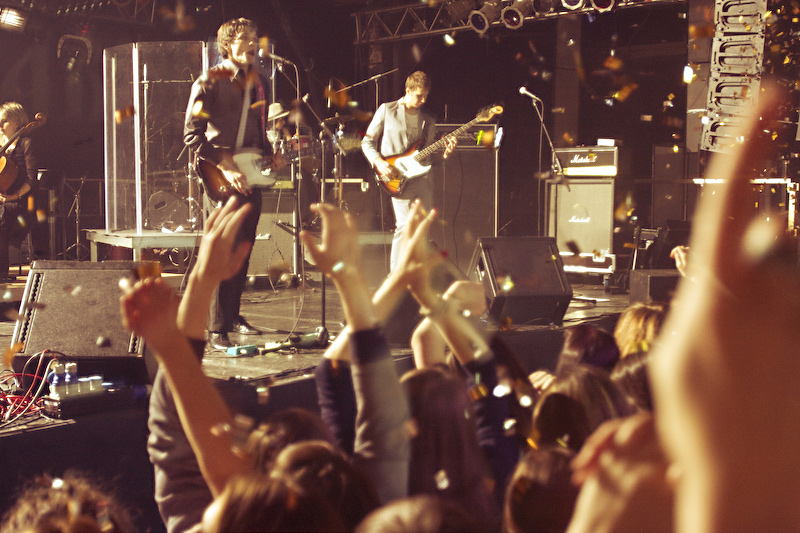
bap_3_YesYes

Апрель 2010 года ознаменовался тем, что на третьем по счету фестивале British Art Party, The Vegas выступает с симфоническим оркестром, исполняя лучшие британские хиты перед многотысячной аудиторией в клубе Milk Moscow.

## Смена ориентиров
Еще во время участия в первых фестивалях, посвященных британской культуре, музыканты группы решают, что вышедший в начале года EP «Met up» и одноименный видеоклип им не нравятся, что приводит к полному удалению контента со всех интернет-ресурсов.
The Vegas начинают усиленно работать над новым авторским материалом, но в связи с подготовкой к крупному фестивалю British Art Party Vol.3, не могут взяться за запись композиций.
В марте 2010 группа вновь выступает совместно с группой "Браво" на столичной площадке "Б1" на мероприятии, приуроченном к 8 марта.
После апреля происходит некое полугодичное затишье в связи с непонятными причинами. Группа редко встречается на репетициях. О записи пока нет и речи.
В октябре группу приглашают выступить на мероприятии "Карты, деньги, два ствола", которое проводилось под эгидой известного автомобильного бренда.
В ноябре The Vegas приглашают сыграть совместно с трибьют-группой The Rolling Stones на крупной столичной площадке «Arena Moscow», а также в Санкт-Петербурге в клубе «ГлавКлаб».Здесь впервые звучит новый авторский материал группы, который воспринимается зрителями на «ура».
В декабре группа должна играть совместно с трибьютом Muse в Arena Moscow, но в связи с болезнью одного из участников коллектива, выступление не состоялось.